# Seniorität
Seniorität (lat. senior „der Ältere“) bezeichnet im allgemeinen Sprachgebrauch das Prinzip des Vorrangs von Personen mit höherem Lebensalter oder – im übertragenen Sinne und nicht ganz korrekt – von Personen, die länger zu einer bestimmten Gruppe gehören. Letzteres wird treffender als Prinzip der Anciennität bezeichnet.
Im Finanzbereich bezeichnet die Seniorität einer Einlage die Reihenfolge, in welcher die Einlagen im Falle einer Insolvenz zurückgezahlt werden. Wobei Einlagen mit der höchsten Seniorität als erstes zurückgezahlt werden und mit dem verbleibenden Kapital anschließend die nächstjüngere Seniorität der Einlagen bedient wird. Die Gläubiger von Einlagen gleicher Seniorität werden gleichmäßig befriedigt.
Im Arbeitsrecht bezeichnet Seniorität die Bevorzugung aufgrund des Lebensalters bei Beförderungen oder bei der Entlohnung. Sie steht im Gegensatz zur Anciennität, die auf dem Dienstalter basiert. Ein Beispiel für das Senioritätsprinzip waren die „Lebensaltersstufen“ im BAT. Die leistungsunabhängige Besserstellung aufgrund des Lebensalters wird im Volksmund auch als Verkalkungszulage bezeichnet und in der politischen Diskussion als leistungshemmend kritisiert.
Im Europäischen Markenrecht bezeichnet Seniorität den Vorrang einer bereits länger bestehenden nationalen Marke vor einer erst später für den Binnenmarkt der Europäischen Union angemeldeten Unionsmarke. Dieser Vorrang gilt allerdings nur für das Land, in dem die nationale Marke länger besteht als die Unionsmarke.